# IC 4055
IC 4055 је ознака објекта на координатама са ректансцензијом 13h 1m 2,6s и деклинацијом + 22° 54" 31'. Открио га је Макс Волф, 27. јануара 1904. Каснијим посматрањима на том положају није уочен никакав астрономски објекат.